# Герасимос Филакту
Герасимос Филакту (на гръцки: Γεράσιμος Φυλακτού) е кипърски футболист, полузащитник, който играе за Омония.

## Кариера
Филакту започва кариерата си в отбора на Дигенис Морфу. Преминава през юношеските формации и играе за първия тим. За три години записва 41 мача и 1 гол. През лятото на 2012 г. е привлечен в Алки Ларнака, с който играе в първа дивизия. Взима участие в 36 мача и отбелязва 1 гол. На 4 юли 2014 г. е привлечен в Омония.